# Metazygia valentim
Metazygia valentim là một loài nhện trong họ Araneidae.
Loài này thuộc chi Metazygia. Metazygia valentim được Herbert Walter Levi miêu tả năm 1995.